# Persone di cognome Greco
| Questa pagina contiene informazioni ricavate automaticamente dalle voci biografiche con l'ausilio del template Bio e di un bot. L'aggiornamento è periodico e automatico e ricostruisce completamente la pagina. Se manca una persona in questa lista, sei pregato di non aggiungerla, ma accertati piuttosto che la sua voce biografica contenga il template Bio e che i dati anagrafici siano correttamente compilati. Se il template Bio manca, inseriscilo tu stesso o, in alternativa, metti l'avviso {{tmp\|Bio}} che ne segnala la mancanza. Se i dati riportati sono sbagliati, correggi direttamente la voce biografica; le modifiche saranno visibili in questa lista entro pochi giorni. Per chiarimenti vedi il progetto antroponimi. La lista contiene solo le 70 persone che sono citate nell'enciclopedia e per le quali è stato implementato correttamente il template Bio. Pagina aggiornata al 23 lug 2025. |

Questa è una lista di persone presenti nell'enciclopedia che hanno il cognome Greco, suddivise per attività principale.

## Allenatori di calcio(3)
- Alfonso Greco, allenatore di calcio e ex calciatore italiano (Roma, n. 1969)
- Demetrio Greco, allenatore di calcio e ex calciatore italiano (Cosenza, n. 1979)
- Leandro Greco, allenatore di calcio e ex calciatore italiano (Roma, n. 1986)

## Allenatori di hockey su ghiaccio(1)
- Piero Greco, allenatore di hockey su ghiaccio e ex hockeista su ghiaccio canadese (Woodbridge, n. 1968)

## Archeologi(1)
- Emanuele Greco, archeologo italiano (Taranto, n. 1945)

## Architetti(2)
- Ignazio Greco, architetto italiano (Palermo, n. 1830 - Palermo, † 1910)
- Saul Greco, architetto italiano (Catanzaro, n. 1910 - Esfahan, † 1971)

## Attori(3)
- Antonio Greco, attore italiano (Torino, n. 1884 - Torino, † 1913)
- Gabriele Greco, attore, regista e produttore cinematografico italiano (Messina, n. 1976)
- Paul Greco, attore statunitense (Newark, n. 1955 - Red Hook, † 2008)

## Attrici(3)
- Cosetta Greco, attrice italiana (Trento, n. 1930 - Roma, † 2002)
- Katia Greco, attrice italiana (Messina, n. 1985)
- Sandra Milo, attrice e conduttrice televisiva italiana (Tunisi, n. 1933 - Roma, † 2024)

## Avvocati(2)
- Francesco Greco, avvocato e politico italiano (Siracusa, n. 1942 - Catania, † 2018)
- Giuseppe Greco, avvocato e giurista italiano (Rossano, n. 1902 - Rossano, † 1968)

## Bassisti(1)
- Gabriele Greco, bassista, contrabbassista e pianista italiano (Roma, n. 1984)

## Calciatori(6)
- Antonio Greco, calciatore boliviano (La Paz, n. 1923)
- Elia Greco, ex calciatore e allenatore di calcio italiano (Cantalupo, n. 1936)
- Fedele Greco, calciatore e allenatore di calcio italiano (Cantalupo, n. 1930 - Lucca, † 2005)
- Giuseppe Greco, ex calciatore italiano (Palermo, n. 1983)
- Peter Greco, ex calciatore italiano (Priverno, n. 1946)
- Renato Greco, ex calciatore italiano (Palermo, n. 1969)

## Calciatrici(2)
- Mimma Greco, ex calciatrice italiana (n. 1953)
- Michela Greco, ex calciatrice italiana (Varese, n. 1983)

## Cantanti(1)
- Buddy Greco, cantante e pianista statunitense (Filadelfia, n. 1926 - Las Vegas, † 2017)

## Cestiste(1)
- Michelle Greco, ex cestista statunitense (La Crescenta-Montrose, n. 1980)

## Compositori(1)
- Gaetano Greco, compositore e organista italiano (Napoli - Napoli, † 1728)

## Conduttori televisivi(1)
- Alessandro Greco, conduttore televisivo, conduttore radiofonico e imitatore italiano (Grottaglie, n. 1972)

## Diplomatici(1)
- Francesco Maria Greco, diplomatico italiano (Siracusa, n. 1950)

## Dirigenti d'azienda(1)
- Mario Greco, dirigente d'azienda italiano (Napoli, n. 1959)

## Dirigenti sportivi(1)
- Giuseppe Greco, dirigente sportivo e ex calciatore italiano (Galatina, n. 1958)

## Egittologi(1)
- Christian Greco, egittologo italiano (Arzignano, n. 1975)

## Giocatori di football americano(1)
- John Greco, ex giocatore di football americano statunitense (Ravenna, n. 1985)

## Giornalisti(2)
- Gerardo Greco, giornalista, conduttore televisivo e autore televisivo italiano (Roma, n. 1966)
- Pietro Greco, giornalista, conduttore radiofonico e autore televisivo italiano (Barano d'Ischia, n. 1955 - Ischia, † 2020)

## Giuristi(1)
- Paolo Greco, giurista italiano (Napoli, n. 1889 - Torino, † 1974)

## Hockeisti su pista(1)
- Alberto Greco, hockeista su pista italiano (Valdagno, n. 1998)

## Ingegneri(1)
- Luigi Greco, ingegnere italiano (Napoli, n. 1887 - Roma, † 1964)

## Mafiosi(3)
- Giuseppe Greco, mafioso italiano (Palermo, n. 1952 - Palermo)
- Michele Greco, mafioso italiano (Palermo, n. 1924 - Roma, † 2008)
- Salvatore Greco, mafioso italiano (Ciaculli, n. 1923 - Caracas, † 1978)

## Magistrati(3)
- Francesco Greco, magistrato italiano (Santa Maria Capua Vetere, n. 1918 - Roma, † 2016)
- Francesco Greco, ex magistrato italiano (Napoli, n. 1951)
- Mario Greco, magistrato e politico italiano (Cotronei, n. 1938)

## Musicisti(2)
- Pier Benito Greco, musicista, compositore e paroliere italiano (Torino, n. 1937 - Torino, † 2018)
- Gianni Greco, musicista, conduttore radiofonico e scrittore italiano (Firenze, n. 1943)

## Pallavolisti(1)
- Nello Greco, ex pallavolista italiano (Catania, n. 1953)

## Pittori(1)
- Alberto Greco, pittore e poeta argentino (Buenos Aires, n. 1931 - Barcellona, † 1965)

## Politiche(1)
- Maria Gaetana Greco, politica italiana (Agira, n. 1958)

## Politici(4)
- Giovanni Italo Greco, politico italiano (Reggio Calabria, n. 1896 - † 1977)
- Giuseppe Greco, politico italiano (Arzano, n. 1948)
- Paolo Greco, politico italiano (Mercato San Severino, n. 1886 - † 1973)
- Salvatore Greco, politico italiano (Bari, n. 1977)

## Presbiteri(1)
- Francesco Maria Greco, presbitero italiano (Acri, n. 1857 - Acri, † 1931)

## Produttori discografici(1)
- Lilli Greco, produttore discografico, compositore e musicista italiano (Sezze, n. 1934 - Grottaferrata, † 2012)

## Registi(3)
- Emidio Greco, regista e sceneggiatore italiano (Leporano, n. 1938 - Roma, † 2012)
- Federico Greco, regista italiano (Roma, n. 1969)
- Gianluca Greco, regista e sceneggiatore italiano (Roma, n. 1961)

## Scacchisti(1)
- Gioachino Greco, scacchista italiano (Celico)

## Schermidori(2)
- Agesilao Greco, schermidore italiano (Caltagirone, n. 1866 - Roma, † 1963)
- Aurelio Greco, schermidore italiano (Catania, n. 1879 - Roma, † 1954)

## Scrittori(1)
- Giovanni Greco, scrittore e traduttore italiano (Roma, n. 1970)

## Scultori(3)
- Emilio Greco, scultore, scrittore e illustratore italiano (Catania, n. 1913 - Roma, † 1995)
- Giuseppe Greco, scultore e architetto italiano (Ostuni, n. 1740 - † 1807)
- Melchiorre Greco, scultore italiano (Barcellona Pozzo di Gotto)

## Sindacalisti(1)
- Dino Greco, sindacalista, scrittore e giornalista italiano (Brescia, n. 1952)

## Triplisti(1)
- Daniele Greco, triplista italiano (Nardò, n. 1989)

## Vescovi cattolici(3)
- Felice Greco, vescovo cattolico italiano (Catanzaro, n. 1775 - San Marco Argentano, † 1840)
- Ignazio Greco, vescovo cattolico italiano (Catanzaro, n. 1760 - Oppido Mamertina, † 1821)
- Vincenzo Greco, vescovo cattolico italiano (Crotone, n. 1739 - Crotone, † 1806)